# Ectinorus polymerus
Ectinorus polymerus är en loppart som beskrevs av Jordan 1942. Ectinorus polymerus ingår i släktet Ectinorus och familjen Rhopalopsyllidae. Inga underarter finns listade i Catalogue of Life.